# Championnats d'Europe de kayak-polo 2001
Navigation
Édition précédente Édition suivante
Les 4es championnats d'Europe de kayak-polo de 2001 se sont déroulés du 1er au 10 août à Bydgoszcz, en Pologne.
438 sportifs venant de 16 pays participent aux championnats.

## Résultats
| Catégorie      | Médaille d'or   | Médaille d'argent | Médaille de bronze |
| -------------- | --------------- | ----------------- | --- |
| Seniors Hommes | Allemagne       | Grande-Bretagne   | Pays-Bas |
| Seniors Dames  | Grande-Bretagne | Allemagne         | France- Stéphanie Mortueux - Céline Roy - Isabelle Penard - Anne Gaultier - Gaelle François - Mélanie Biemont - Sophie Begin - Valérie Adalberon |
| Espoirs Hommes | France          | Allemagne         | Pays-Bas |
| Espoirs Dames  | Allemagne       | France            | Grande-Bretagne |